# Саратовка (Башкортостан)
Саратовка (баш. Һарытау) — деревня в Стерлитамакском районе Республики Башкортостан Российской Федерации. Входит в состав Максимовского сельсовета.

## География

### Географическое положение
Расстояние до:
- районного центра (Стерлитамак): 52 км,
- центра сельсовета (Максимовка): 1 км,
- ближайшей ж/д станции (Стерлитамак): 52 км.

## Население
| 2002 | 2009 | 2010 |
| ---- | ---- | ---- |
| 132  | ↗152 | ↘148 |

Национальный состав
Согласно переписи 2002 года, преобладающая национальность — русские (79 %).